# Symphysodon gunnii
Symphysodon gunnii là một loài rêu trong họ Pterobryaceae. Loài này được Broth. & Watts mô tả khoa học đầu tiên năm 1915.